# Zu den 14 Heiligen (Süßenborn)

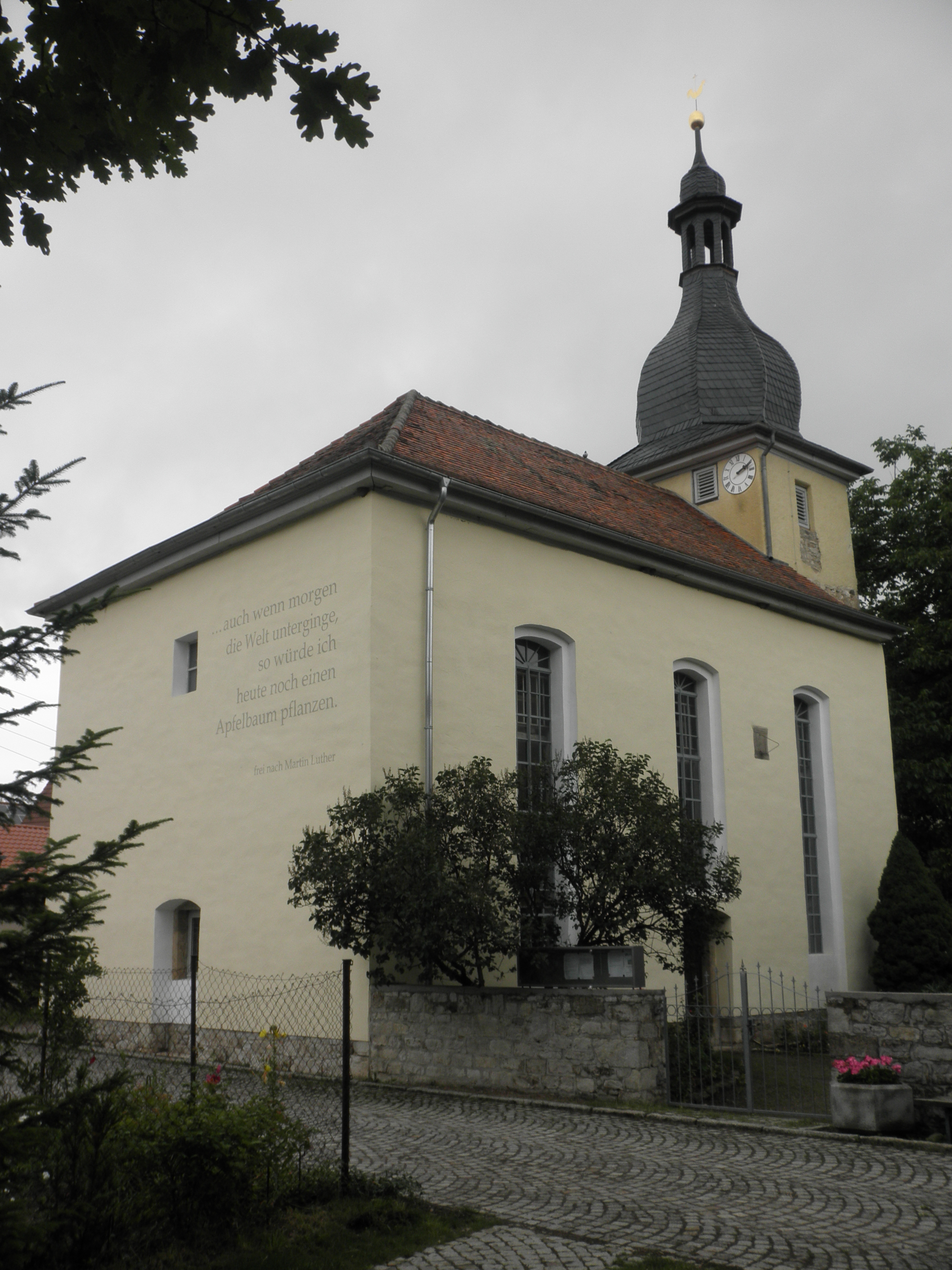
Die Kirche

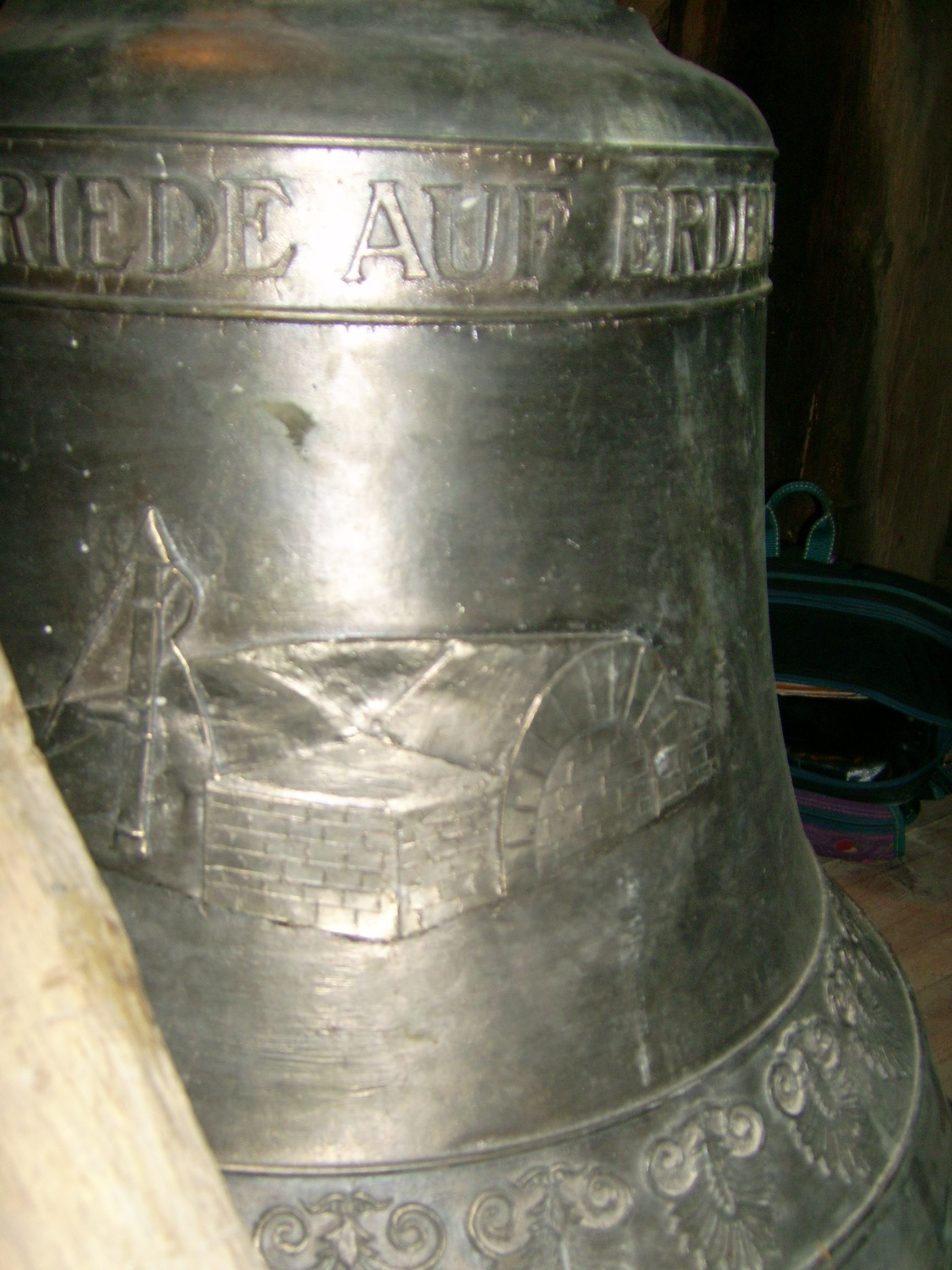
Die Perner-Glocke

Die evangelische Dorfkirche Zu den 14 Heiligen steht im Stadtteil Süßenborn der Stadt Weimar in Thüringen. Sie gehört zur Kirchengemeinde Weimar im Kirchenkreis Weimar der Evangelischen Kirche in Mitteldeutschland.

## Geschichte
Das Gotteshaus hat romanische Wurzeln und wird 1180 erstmals urkundlich erwähnt. Die Sakristei trägt den schmalen Ostturm mit romanischen Schallöffnungen im Obergeschoss und Resten des Apsisbaus. Die Innenwand hat eine Sakramentsnische aus gotischer Zeit, die aber verdeckt wird.
Clemens Wenzeslaus Coudray ließ 1820/21 das dreiachsige Langhaus in überlieferten Formen mit hohen Flachbogenfenstern errichten. Der Entwurf kam von Baurat Carl Friedrich Christian Steiner, während Heinrich Heß die Bauleitung innehatte. Er schließt mit einem hohen Rundbogen an den Turm an. Der Eingang als Mittelportal ist an der Südseite. Eine Sonnenuhr wurde 1821 auch angebracht.
Im Turm läuten zwei Bronzeglocken. Die ältere wurde 1871 von den Gebrüdern Ulrich (Apolda) gegossen. Sie musste 1942 für Kriegszwecke an den Glockenfriedhof Hamburg abgeliefert werden, konnte aber zurückkehren. Die jüngere Glocke wurde 2009 von Rudolf Perner GmbH & Co. KG (Passau) gegossen. Sie ersetzt mehrere zuvor gesprungene oder in den Weltkriegen abgelieferte Idiophone. Auf ihrer Schulter ist zu lesen: /UND FRIEDE AUF ERDEN!//SÜSSENBORN/. Auf den Flanken befinden sich das Relief eines Brunnens sowie das dreier Äpfel. Ihre Weihe fand am 6. November 2010 statt.
Der Turm hat eine hohe Schweifhaube, Laterne und eine kleine Kuppel. In ihr geben zwei 1885 gegossene Bronzeschalen den Viertel- und Stundenschlag an. Sie wurden von Friedrich Glaser gestiftet. Ein Kuppelfenster mit Mittelsäule sowie zwei Rundbogenfenster sind weitere Spuren des Erstbaus.
Die erste Orgel ist 1723 von Johann Konrad Vockeroden (Vockarodt oder VockeRoth) mit 9 Registern, einer Coppel und einem Tremulant verzeichnet. 1872 baute Adalbert Förtsch ein neues Instrument mit einem neugotischen Prospekt und 15 Registern. 1985 übernahm Norbert Sperschneider (Weimar) wegen Bauarbeiten die Auslagerung des Pfeifenwerkes zu Familie Kalweil. 2008/ 2011 wurde das Instrument durch Rösel & Hercher (Saalfeld) restauriert und wieder aufgebaut. Am 28. Mai 2011 konnte die Wiederweihe stattfinden.
Das 20. Jahrhundert hat dem Gebäude zugesetzt. 1987/88 wurde das Dach vom Kirchenschiff neu gedeckt, um die Kirche vom weiteren Verfall zu sichern. In der Zwischenzeit hat die Kirche neuen Außenputz erhalten. Der Turmknopf wurde 2002 instand gesetzt. Der Turmknopf wurde vergoldet und mit der Wetterfahne aufgebracht. Die Wiedereinweihung fand 2009 statt.

## Rezeption
Lyonel Feininger skizzierte und malte die Kirche mehrmals.